# 도라 도라 도라
《도라 도라 도라》(Tora! Tora! Tora! / トラ・トラ・トラ!)는 제2차 세계 대전 때 일본의 진주만 공격을 소재로 한 다큐멘터리적인 영화다.
미국하고 일본의 합작 영화로 《지상 최대의 작전》처럼 두 나라 감독들이 각기 자국 장면을 감독하며 촬영했다.
제목 "도라 도라 도라"는 공격 성공을 알리는 일본군측 암호였으며, 공격기 편대의 공격 개시 암호는 "도 도 도"였다.
이 영화는 극영화라기보다는 다큐멘터리에 가까우며, 당시까지 공개된 전쟁사를 기초로 하여 시간순으로 무슨 일이 일어났는지를 보여주기 때문에 결말이 분명한 특이한 영화다.
1971년 아카데미 특수시각효과상을 수상하였다.

## 개요
- 감독 : 리처드 플라이셔(미국), 후카사쿠 긴지(일본)
- 상영시간 : 144분
- 제작국 : 미국/일본 합작
- 줄거리 : 1941년 12월 7일 일본군이 진주만을 폭격함.

## 출연
| - 마틴 발삼(Martin Balsam) - 미하시 타츠야(三橋 達也) - 조셉 거튼(Joseph Cheshire Cotten) | - E.G. 마샬(Everett Eugene Grunz Marshall) - 제임스 휘트모어(James Whitmore) - 타무라 타카히로(田村 高広) - 토우노 에이지로(東野 英二郎) |

## 기타
- 원작자 : 고든 W. 프런스(Gordon W. Frans), 라디슬라스 파라고(It's called Radislas)
- 협력프로듀서, 공동연출 : 타카지 마사유키(高地 正幸), 오토 랭(Auto Lang), 쿠보 케이노스케(久保 啓之助)
- 미술 : 잭 마틴 스미스(Jack Martin Smith), 리처드 데이(Richard Day), 무라키 요시로(村木 芳郎), 타이조 카와시마(太蔵 川島)

## 뒷이야기
- 《미드웨이》와 《진주만》은 이 영화의 후속작 격이다.
- 흥행 성적은 형편없었다. 총 제작비가 1970년 화폐 기준으로 2,500만 달러였는데, 흥행 수익은 1450만 달러에 불과했다(적자 1,050만 $).
- 대한민국에 출시된 DVD는 "Headquarters(사령부)"란 말을 "제한구역"으로 번역하는 등 번역에 오류가 있다.
- 영화에서 사용된 일본군 전투기들을 개조하는 데 소요된 비용은 대당 약 30,000 달러 정도였다. 영화 제작이 끝난 후, 이 비행기들은 매각되었는데, 판매가는 1대당 1,500달러에 불과했다.
- 구로사와 아키라 감독이 일본측 촬영을 담당하였으나, 제작사측하고 의견이 맞지 않아 곧 마스다 토시오하고 후카사쿠 긴지 감독으로 교체되었다. 하지만, 구로사와 아키라 감독이 집필한 대본이 대부분 사용되었다(엔딩 크레딧에는 구로자와 아키라 감독이 포함되지 않았다).
- 5대의 B-17 중폭격기들은 실제 B-17이었다. 다만, 그 기체들은 폭탄 대신 물을 화재 현장에 투하하는 화재진압용으로 사용되고 있었는데, 이 영화 촬영을 위해 하와이까지 직접 비행한 것이다. 영화 촬영을 위해 화재진압용 물탱크 및 관련 장비는 모두 제거하고 가짜 기관총탑을 설치한 상태였다. 이 기체들 중 한 대는 영화에서 본 것처럼 착륙때 손상을 입었다. 조종사의 고의는 아니었는데, 영화 제작진은 이 장면을 그대로 영화에 삽입했다.
- 일본군의 폭격 장면 중에서 바퀴 하나가 내려오지 않은 상태에서 동체착륙하는 B-17이 그 B-17이었다. 이 장면은 영화용 속임수가 아니라, 실제 사고 장면이다. 그 기체의 랜딩기어가 고장나서 바퀴 하나를 내릴 수 없었던 것이다. 그러나, 조종사는 촬영기사가 동체착륙 장면을 찍을 수 있는 지점을 확보할 때까지 선회하라는 지시를 받았다. 그 B-17은 큰 손상을 입은 것은 아니었고, 다시 비행을 할 수 있었다. 그러나, 그 기체는 몇 년 후 산림화재 진압과정에서 추락사고를 일으켜 손실되었다.

## 같이 보기
- 진주만 공격
- 진주만 (영화)